# Daniel Nilsson (långdistanslöpare)
Daniel Nilsson, född 1974, är en svensk friidrottare (långdistanslöpare) tävlande för FK Studenterna. Han vann SM-guld i löpning 100 km år 2012.

## Personliga rekord
- Maraton – 2:37:29 (Stockholm 9 november 2013)[3]
- 100 km landsväg – 7:41:35 (Uddevalla 26 april 2014)[3]